# ラットバイク

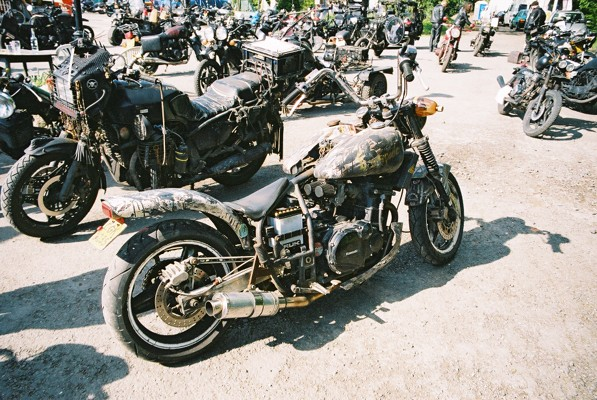
英国ラット＆サバイバルバイクラリーでのラットバイク (2005年)。

ラットバイク（Rat bikes）とは、経年劣化で壊れてボロボロになって路上に放置されたモーターサイクルのことで、見た目はほとんど気にせず、応急修理と急ごしらえの修繕を行うことで、ほとんど費用をかけずに維持されたバイクのことである。ラットルックバイク（Rat-Look bikes）とは、故意にラットバイクのようなスタイルにしたモーターサイクルのことである。サバイバルバイク（Survival bikes）は、見た目は似ていてもラットバイクとは目的が異なり、ポスト・アポカリプス的な乗り物を表現するために様式上の理由で改造されている。これをラットバイクと混同してはならない。 

## ラットバイク

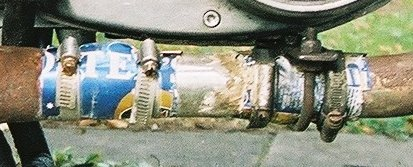
ラットバイク工学：溶接機を使用せずに排気管の各部を確実に接合したと思える。

外観を気にせず、最低限の動作が可能な状態にしておくという概念は、おそらく初期の頃からモーターサイクルを所有している人の特徴である。ラットバイクの本質は、バイクにできるだけお金をかけずに、できるだけ長く路上を走り続けることである。そのためには、当のバイクのモデルに合わせて設計されていない部品を適応させる必要がある。ラットバイクという言葉の起源は明らかではないが、カスタムバイクの雑誌に掲載されていたものを後付けしたのではないかという可能性がある。ほとんどのラットバイクはマットブラックに塗装されている。しかし、これは必須条件ではない。

## サバイバルバイク

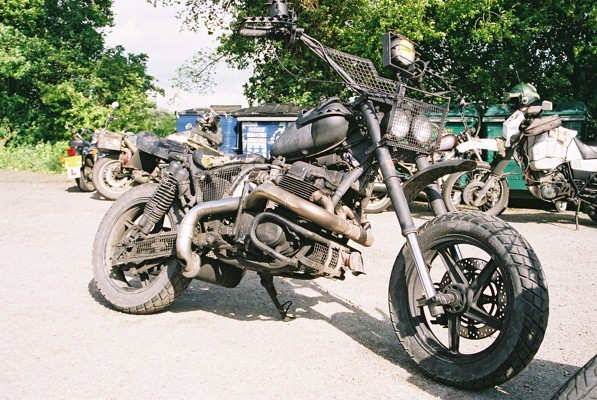
趣のある排気システムを備えたサバイバルバイク。

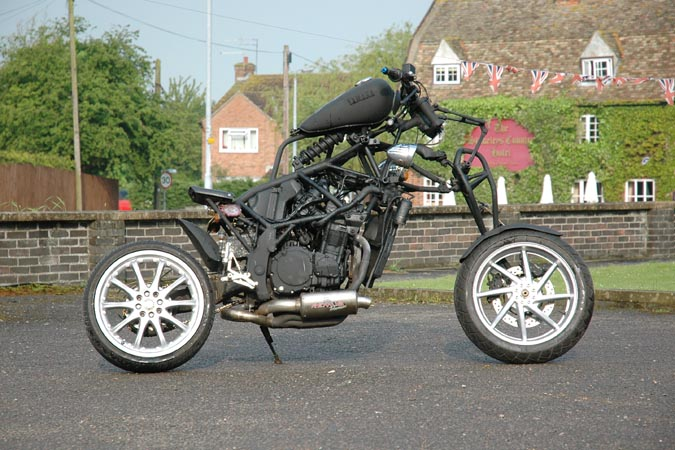
サバイバルバイク工学：「exmoor customs」によるこの片持ち式のバイクは、2006年の英国ラット＆サバイバルバイクラリーで「best in show」と「best engineering」を受賞した。

サバイバルバイク（survival bike）という用語は、1980年代後半から1990年代前半にかけて、イギリスのオートバイ専門誌、特に 『Back Street Heroes』や、今は亡き『AWoL』で生まれた。